# White Knight Two
El Scaled Composites Model 348 White Knight Two (WK2) és una aeronau de càrrega de propulsió que es fa servir per enlairar la nau espacial SpaceShipTwo per alliberar altitud. Va ser desenvolupada per Scaled Composites El 2007-2010 com la primera etapa de Tier 1b, una de dues etapes per a l'espai suborbital amb sistema de llançament tripulat. WK2 es basa en l'exitosa nau nodrissa d'SpaceShipOne, White Knight, que al seu torn es basa en Proteus.
Amb un disseny d'«arquitectura oberta» i plans explícits per a un ús polivalent, l'avió també podria operar com a avió de gravetat zero per a vols d'entrenament de passatgers o vols científics de microgravetat, gestionar missions en proves a gran altitud en general, o ser utilitzat per a llançar càrregues útils en altres projectes diferents a SpaceShipTwo. També hi ha un estudi sobre l'ús de l'aeronau com a bombarder d'aigua per incendis forestals, que utilitzaria un gran dipòsit d'aigua que es podria reomplir ràpidament per apagar incendis.
El primer White Knight Two rep el nom de VMS Eve en honor a la mare de Richard Branson, Eve Branson; es va presentar oficialment el 28 de juliol de 2008 i va volar per primera vegada el 21 de desembre de 2008. S'espera que el segon es digui VMS Spirit of Steve Fossett per l'amic íntim de Branson, Steve Fossett, que va morir en un accident d'avió el 2007.

## Història
El 2008, Virgin Galactic va encarregar dos vehicles White Knight Two. Junts, WK2 i SS2 formen la base de la flota d'avions espacials suborbitals de Virgin Galactic.
El novembre de 2010, The Spaceship Company havia anunciat que tenia previst construir almenys tres avions White Knight Two addicionals i cinc avions coets SpaceShipTwo addicionals; l'avió seria construït per Virgin després que Scaled Composites construïssin els prototips inicials de cada nau.
Durant el 2012-2014, Virgin Galactic també va considerar l'ús del WhiteKnightTwo com a plataforma de llançament aeri per a un nou llançador de satèl·lits de coets de combustible líquid de dues etapes anomenat LauncherOne. En aquest cas, a finals de 2015, van decidir utilitzar un avió de transport més gran per a la feina.

## Disseny

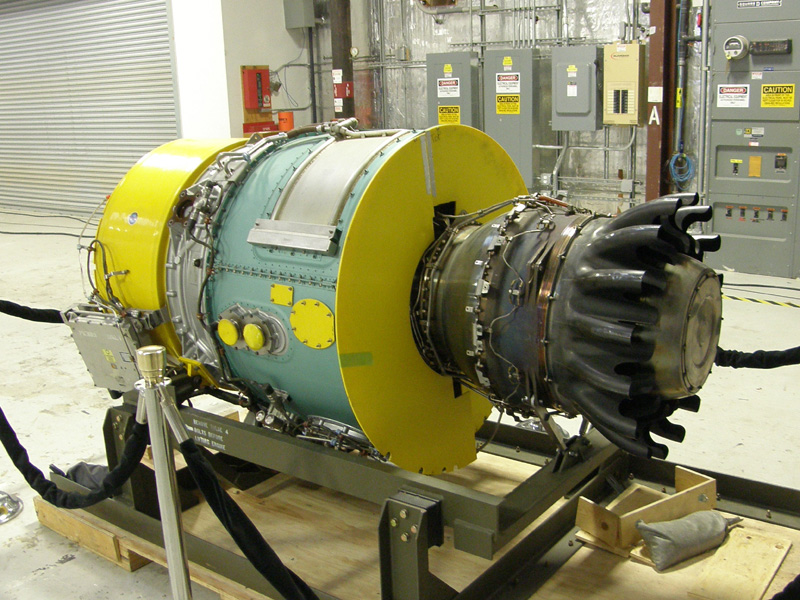
PW308 va ser utilitzat en el White Knight Two

White Knight Two és aproximadament tres vegades més gran que White Knight per poder realitzar un vol captiu amb la nau espacial SpaceShipTwo, més gran. El WK2 és similar en envergadura a un Boeing B-29 Superfortress. White Knight Two és un avió molt modern, ja que fins i tot els cables de control de vol estan construïts amb fibra de carboni, utilitzant un nou disseny patentat. WK2 oferirà vols de vista prèvia que ofereixen uns quants segons d'ingravidesa abans de l'esdeveniment suborbital. Es pretén tenir un sostre de servei d'uns 18 km, oferint un cel blau fosc als passatgers. Això permetrà als turistes practicar abans del vol real.
White Knight Two té un disseny de dos fuselatges amb quatre motors de reacció muntat dos a cada ala. El fuselatge és una rèplica exacta del de SpaceShipTwo (per permetre l'entrenament turístic), i l'altre oferirà viatges "tallats" a l'estratosfera.
El disseny és força diferent del del White Knight, tant per la mida, l'ús de la cua, la configuració del motor i la col·locació de la cabina (s). El cavaller blanc utilitza dues cues en T, però el White Knight Two utilitza dues cues cruciformes. La configuració del motor també és molt diferent. White Knight Two té quatre motors penjats sota les ales en pilones, mentre que el parell de motors de White Knight es troben a banda i banda del seu únic fuselatge.

## Timeline d'introducció comercial

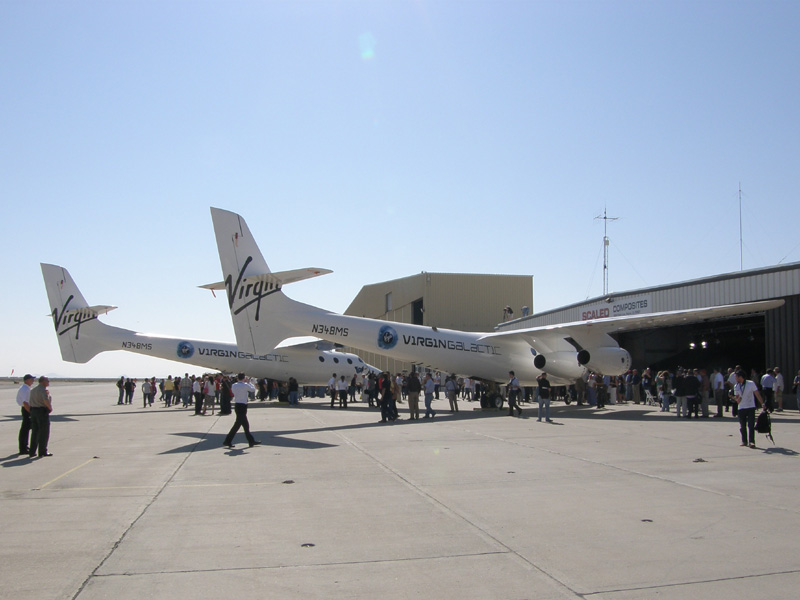
White Knight Two al seu rollout i christening cerimònia el 28 de juliol de 2008

Virgin Galactic va contractar dissenyador aeroespacial Burt Rutan a construir la nau nodrissa i la nau espacial.
- El 23 de gener de 2008, es va presentar el disseny de White Knight Two.[15]
- El 28 de juliol de 2008, la finalització i posada en marxa dels primers avions,  VMS Eve, (Número de matrícula: N348MS[16]) va tenir lloc a la seu de Mojave. Branson va predir que el viatge espacial es duria a terme en 18 mesos: "Representa... l'oportunitat per al nostre creixent grup de futurs astronautes i altres científics per veure el nostre món amb una llum completament nova."
- El 22 de març de 2010, la VSS Enterprise va completar el seu viatge inaugural captiu de 2 hores i 54 minuts, ascendint a una altitud de 13.716 metres.[17]

El client de llançament de White Knight Two és Virgin Galactic, que comptarà amb les dues primeres unitats, i els drets exclusius de la nau durant els primers anys.

### Programa de prova del vol
Un ampli programa de proves de vol de VMS  Eve es va dur a terme per validar el disseny i ampliar gradualment el sobre operacions de l'aeronau, amb gairebé vint vols entre desembre de 2008 i agost de 2009. Les proves de vol eren completes per setembre 2009, i les proves amb SpaceShipTwo va començar a principis de 2010.